# مایع‌سازی گازها

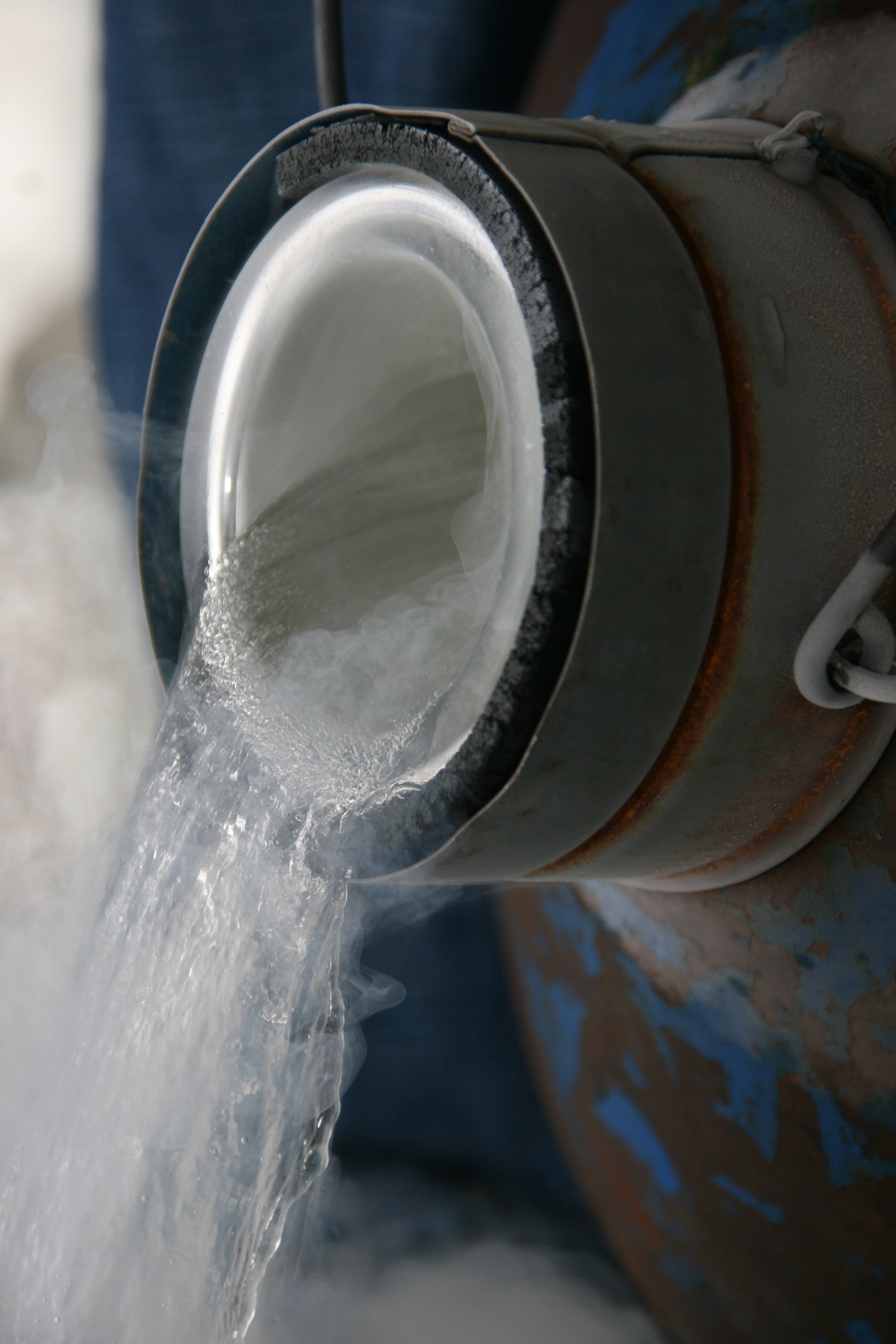
فرایند مایع‌سازی گازها

مایع‌سازی گازها (انگلیسی: Liquefaction of gases) فرایندی فیزیکی برای تبدیل گاز طبیعی به حالت مایع و به وسیلهٔ پدیده میعان می‌باشد. مایع‌سازی گازها برای مقاصد علمی، صنعتی و تجاری استفاده می‌شود. بسیاری از گازها را می‌توان با افزایش میزان فشار اتمسفر، یا کاهش دما، به حالت مایع در آورد. امروزه بمنظور سهولت در ذخیره‌سازی و انتقال گاز طبیعی اغلب از فرایند مایع‌سازی گاز طبیعی و تبدیل آن به ال‌پی‌جی و ال‌ان‌جی استفاده می‌نمایند.